# Elo Romančík
Elo (Emanuel) Romančík (17. prosince 1922, Ružomberok – 9. října 2012, Bratislava) byl slovenský herec. V 50. letech 20. století krátce i poslanec Národního shromáždění ČSR.

## Život
K herectví získal vztah od svého otce, který se v mládí věnoval ochotnickému divadlu. Už na lidové škole učitelé rozpoznali jeho herecký talent a dávali mu příležitost, aby se projevil. V době studií na gymnáziu už vystupoval na literárních večírcích a ve škole také dostal i svoji první hereckou příležitost. Po absolutoriu na gymnáziu pracoval ve stavební firmě.
Na profesionální divadelní scénu se dostal na prknech Slovenského komorního divadla v Martině. Výběrová komise jej vybrala ze šestnácti uchazečů společně s jedním dalším mladým hercem. V martinském divadle pobyl plných jedenáct let. V roce 1956 přešel do bratislavské činohry SND, kde patřil k dominantním hereckým osobnostem. Ztvárnil zde množství zajímavých postav. Hrál i ve vícero známých filmech. Spolu s herečkou Máriou Kráľovičovou byl prvním hercem ve slovenské televizní inscenaci Dovidenia Lucienne !. Inscenace byla odvysílána naživo 15. května 1957 z bratislavského studia Československé televize.
V televizi působil v prvních úspěšných seriálech. Působil i v mnohých rozhlasových inscenacích. Znám byl také svojí malířskou zálibou, karikaturním způsobem prý zachytil téměř všechny své herecké kolegy. V důchodu se věnoval fotografování, filmování a práci na zahradě.
Krátce se angažoval i politicky. Ve volbách roku 1954 byl zvolen jako bezpartijní poslanec do Národního shromáždění ve volebním obvodu Martin-venkov. V parlamentu setrval do března 1957, kdy rezignoval a nahradil ho Alexander Paulovič.
V roce 1951 se stal laureátem Státní ceny a roku 1968 jmenován zasloužilým umělcem.
Jeho synem je herec Ivan Romančík.

## Filmografie
- 1951 Boj se skončí zítra (Jakub)
- 1953 Pole neorané (Pavel Húščava)
- 1953 Rodná zem (Jurek)
- 1956 Prověrka lásky (Juraj Horálik)
- 1957 Dovidenia Lucienne
- 1959 Dům na rozcestí (MUDr. Juraj Belan)
- 1959 Kapitán Dabač (Pavol Garaj)
- 1960 Na pochodu se vždy nezpívá (Martin Gonda)
- 1960 Tři tuny prachu (Spára)
- 1961 Králíci ve vysoké trávě (otec)
- 1961 Pokořené řeky (Ján Kolesár)
- 1962 Půlnoční mše (dr. Harman)
- 1967 Volání démonov (ředitel Černek)
- 1969 Kladivo na čarodějnice (děkan Lautner)
- 1973 Dolina (leutnant)
- 1975 Tetované časem (Popelár)
- 1975 Život na útěku (mjr. Zvara)
- 1977 Kamarádka Šuška (Hronec)
- 1978 Poéma o svědomí (Borovský)
- 1979 Smrt šitá na míru (biskup)
- 1981 Pomocník (Štefan Riečan)
- 1985 Skleníková Venuše (prof. Čajovec)
- 1986 Šestá věta (Slančík)